# Texola
Texola é uma cidade  localizada no estado norte-americano de Oklahoma, no Condado de Beckham.

## Demografia
Segundo o censo norte-americano de 2000, a sua população era de 47 habitantes.
Em 2006, foi estimada uma população de 49, um aumento de 2 (4.3%).

## Geografia
De acordo com o United States Census Bureau tem uma área de
1,6 km², dos quais 1,6 km² cobertos por terra e 0,0 km² cobertos por água. Texola localiza-se a aproximadamente 654 m acima do nível do mar.

## Localidades na vizinhança
O diagrama seguinte representa as localidades num raio de 36 km ao redor de Texola.